# Роберт Креддок
Роберт Креддок (англ. Robert W. Craddock, 5 вересня 1923, Піттсбург — 28 березня 2003, Мертл-Біч) — американський футболіст, що грав на позиції нападника за клуби «Касл Шеннон» та «Гармарвілль Гаррікейнс», а також національну збірну США.

## Клубна кар'єра
У футболі дебютував виступами за команду «Касл Шеннон». 
Згодом перейшов до клубу «Гармарвілль Гаррікейнс», де і завершив професійну кар'єру футболіста.

## Виступи за збірну
1954 року дебютував в офіційних матчах у складі національної збірної США. Протягом кар'єри у національній команді провів у її формі 1 матч.
Був присутній в заявці збірної на чемпіонаті світу 1950 року у Бразилії, але на поле не виходив.
Помер 28 березня 2003 року на 80-му році життя у місті Мертл-Біч.